# Windpark Weißenberg
Der Windpark Weißenberg ist ein seit Dezember 2016 in Betrieb befindlicher Windpark im Landkreis Marburg-Biedenkopf. Er befindet sich auf dem Gebiet der Gemeinde Dautphetal und der Stadt Biedenkopf. Dabei stehen fünf der sechs Anlagen auf Dautphetaler Gebiet in den Gemarkungen Dautphe und Silberg. Der Windpark verfügt über sechs Windkraftanlagen des Typs Enercon E-115 mit jeweils einer installierten Leistung von drei Megawatt. Die prognostizierte Stromerzeugung liegt bei 41,4 Mio. kWh pro Jahr. Damit können rechnerisch 10.000 Vier-Personen-Haushalte mit Strom versorgt werden. Der Windpark bildet zusammen mit dem benachbarten Windpark Schwarzenberg eine „Windfarm“. Das Investitionsvolumen wird mit 32 Mio. Euro angegeben.

## Planung und Bau
Im Jahr 2013 wurde das Projekt in einer öffentlichen Sitzung erstmals publik gemacht. Der Genehmigungsantrag wurde im Dezember 2014 eingereicht und im Februar 2016 genehmigt. Der Planfeststellungsbeschluss lag 2015 vor. Mit dem Bau wurde Ende 2015 begonnen. Die erste Windenergieanlage produzierte am 29. September den ersten Strom. Die Inbetriebnahme des kompletten Windparks erfolgte am 1. Dezember 2016. Nach den ersten 300 Betriebsstunden erfolgt die Abnahme der Anlagen.

### Naturschutzfachliche Auflagen
Dem Projektierer wurde von der Oberen Forstbehörde auferlegt, um die Baustelle einen zehn Kilometer langen Zaun zu errichten. Diese Vorschrift sei erstmals verlangt worden. Sie soll Arbeiten außerhalb der genehmigten Zone verhindern.
Als Ausgleich für die Rodung wurden etwa sieben Hektar Wald neu aufgeforstet sowie für Wildkatzen 18 angelegt.
Zum Schutz von Kranichen und Fledermäusen werden die Anlagen zeitweise abgeschaltet.

## Betrieb

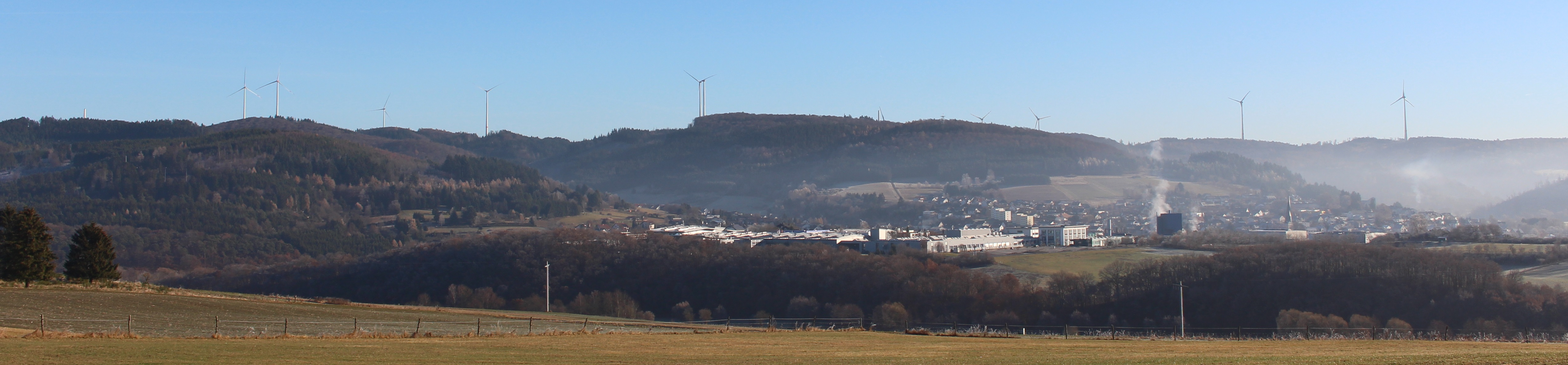
Windpark Weißenberg (rechts im Hintergrund) zusammen mit Windpark Schwarzenberg

Der Windpark wird von der Windpark Weißenberg GmbH betrieben.
Es ist mit Stand Mai 2017 geplant, 50 % der Anteile der Weißenberg GmbH an eine Bürgerenergiegenossenschaft sowie die Lahn-Dill-Bergland Energie GmbH, eine Beteiligungsgesellschaft von zwölf regionalen Kommunen, zu übertragen. So möchte man den Bürger eine Beteiligung am Windpark ermöglichen und die Akzeptanz des Windparks erhöhen.[veraltet]

## Windkraftanlagen und Technik
Die Windkraftanlagen vom Typ Enercon E-115 haben einen Rotordurchmesser von 115 m, eine Nabenhöhe von 149 m und somit eine Gesamthöhe von etwa 207 m. 
- Karte mit allen Koordinaten:
- OSM |
- WikiMap

| Anlage | Aufstellung | Koordinaten | Position             |
| ------ | ----------- | ----------- | -------------------- |
| 1      | 2016        | WEA 1       | Gemarkung Biedenkopf |
| 2      | 2016        | WEA 2       | Gemarkung Dautphe    |
| 3      | 2016        | WEA 3       | Gemarkung Dautphe    |
| 4      | 2016        | WEA 4       | Gemarkung Silberg    |
| 5      | 2016        | WEA 5       | Gemarkung Silberg    |
| 6      | 2016        | WEA 6       | Gemarkung Dautphe    |

## Kritik
Gegen die Errichtung des Windparks gründete sich die „Bürgerinitiative Schwarzenberg-Weißenberg“.